# Oxydia uniformis
Oxydia uniformis är en fjärilsart som beskrevs av W. Warren 1906. Oxydia uniformis ingår i släktet Oxydia och familjen mätare. Inga underarter finns listade i Catalogue of Life.